# Opsieobuthus
Genre
Opsieobuthus est un genre fossile de scorpions de la famille des Centromachidae.

## Distribution
Les espèces de ce genre ont été découvertes aux États-Unis en Indiana et en Allemagne dans la forêt pétrifiée de Chemnitz (d). Elles datent du Carbonifère et du Permien.

## Liste des espèces
Selon World Spider Catalog 20.5 :
- † Opsieobuthus pottsvillensis (Moore, 1923)
- † Opsieobuthus tungeri Dunlop, Legg, Selden, Fet, Schneider & Rößler, 2016

## Publication originale
- Kjellesvig-Waering, 1986 : « A restudy of the fossil Scorpionida of the world. » Palaeontographica Americana, vol. 55, p. 5-287.

## Galerie

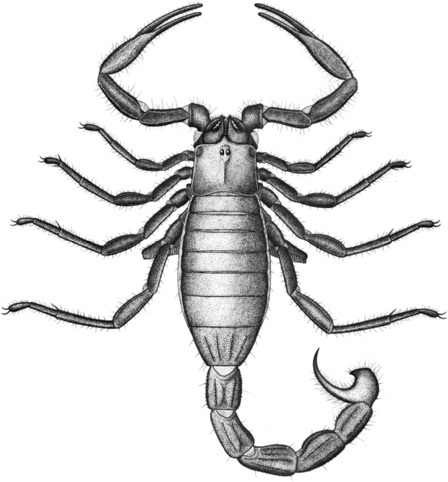
Reconstitution d’Opsieobuthus tungeri
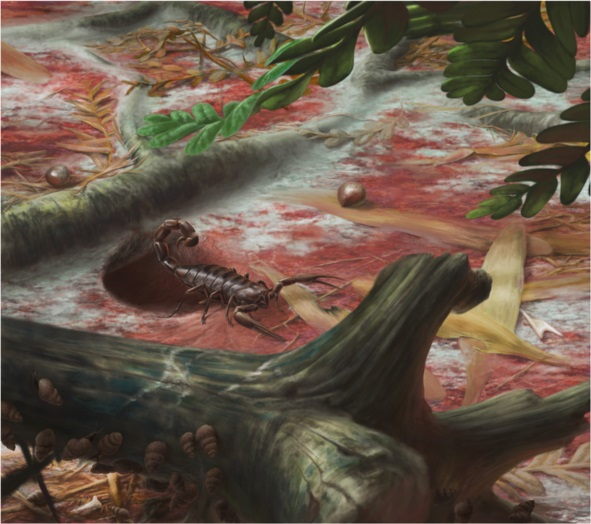
Reconstitution d’Opsieobuthus tungeri dans son environnement